# Walter Jakobsson
Walter Andreas Jakobsson (Hèlsinki, 6 de febrer de 1882 – Zúric, 10 de juny de 1957) va ser un patinador artístic sobre gel finlandès que va competir a començaments del segle xx.
El 1920 va prendre part en els Jocs Olímpics d'Anvers, on guanyà la medalla d'or en la prova parelles, junt a la seva esposa Ludowika Jakobsson, del programa de patinatge artístic. Als Jocs d'hivern de 1924, a Chamonix guanyà la medalla de plata en la prova per parelles, mentre el 1928 fou cinquè a Sankt Moritz també en la prova per parelles i sempre en companyia de Ludowika Jakobsson.
Jakobsson va conèixer Eilers el 1907 mentre estudiava enginyeria a Berlín. Van començar a competir junts el 1910 i es van casar el 1911. La parella va viure a Berlín fins a 1916, quan es van traslladar a Hèlsinki. Allí, Walter va treballar com a director tècnic de Konecranes, un fabricant líder de grues, fins a la seva jubilació el 1947. També va ser un fotògraf amateur i membre del Fotografiamatörklubben i Helsingfors (Club de fotografia amateur de Hèlsinki).
Durant la seva carrera esportiva guanyà tres campionats del món, dos campionats nacionals i dos campionats nòrdics, sempre fent parella amb la seva esposa Ludowika Jakobsson. En categoria individual destacares dos campionats nacionals.

## Palmarès

### Per parelles, amb Ludowika Jakobsson
| Prova                   | 1910 | 1911 | 1912 | 1913 | 1914 | 1919 | 1920 | 1921 | 1922 | 1923 | 1924 | 1928 |
| ----------------------- | ---- | ---- | ---- | ---- | ---- | ---- | ---- | ---- | ---- | ---- | ---- | ---- |
| Jocs Olímpics           |      |      |      |      |      |      | 1r   |      |      |      | 2n   | 5è   |
| Campionat del Món       | 2n   | 1r   | 2n   | 2n   | 1r   |      |      |      | 2n   | 1r   |      |      |
| Campionats nòrdics      |      |      |      |      |      | 1r   |      | 1r   |      |      |      |      |
| Campionats de Finlàndia |      | 1r   |      |      |      |      |      | 1r   |      |      |      |      |

### Individual
| Prova                   | 1910 | 1911 |
| ----------------------- | ---- | ---- |
| Campionats de Finlàndia | 1r   | 1r   |